# Jemmapes (schip, 1892)

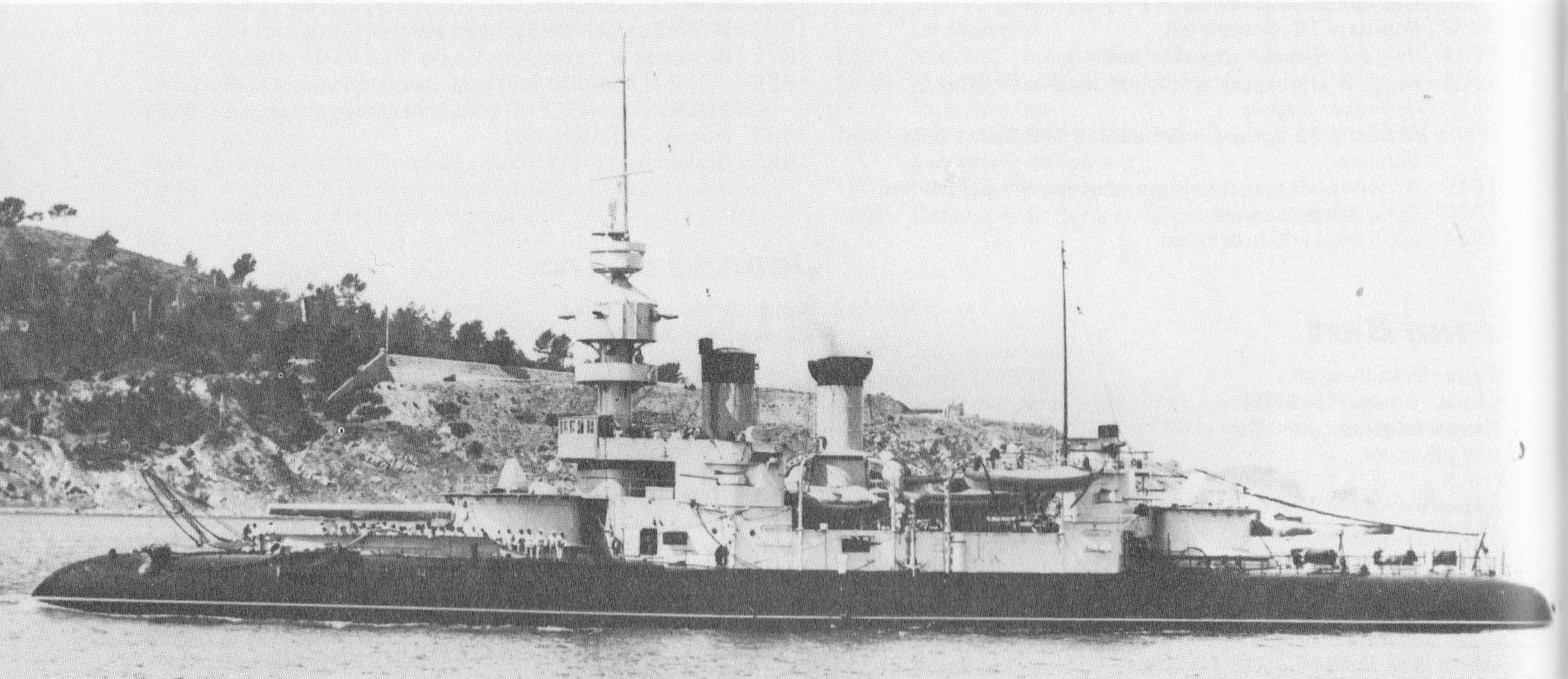
De Jemmapes

De Jemmapes was een Franse kruiser van de Valmy-klasse die op 27 april 1892 te water werd gelaten
in Saint-Nazaire en tussen 1895 en 1910 dienst deed in de Franse marine. Hij werd in 1927 verkocht om te worden verschroot. Het was het zusterschip van de Valmy.
De Valmy werd ontworpen door M. de Bussy, inspecteur-generaal van de marine. 

## Kenmerken
Het stoomschip was 86,5 meter lang, 17,5 meter breed en had een diepgang van 6,96 meter. De Jemmapes had een waterverplaatsing van 6.591 ton en met twee schroeven haalde hij een topsnelheid van 17 knopen. Het stalen schip had een bepantsering van 46 cm voor de romp en van 12 cm voor de brug. 
Als bewapening had de kruiser twee kanonnen van 34 cm, acht snelvuurkanonnen, tien kleine revolverkanonnen en vier lanceerbuizen voor torpedo's. 